# 田世宏
田世宏（1964年9月—），河南武陟人，本科毕业于中国人民大学工业经济系，2018年起任国家质量监督检验检疫总局（现国家市场监督管理总局）副局长。